# James Madison
James Madison, ameriški politik, * 16. marec 1751, Port Conway, Virginija, † 28. junij 1836, Montpelier, Virginija.
Madison je bil 4. predsednik ZDA (1809-1817).